# Gouvernement Mark Eyskens
Royaume de Belgique
Martens IV Martens V
Le gouvernement Mark Eyskens dirigea la Belgique du 6 avril au 21 septembre 1981.
Il s'agissait d'un gouvernement de coalition entre sociaux-chrétiens et socialistes francophones et néerlandophones. Il se composait de 25 ministres et 7 secrétaires d'État.

## Composition
| Fonction | Titulaire | Titulaire                         | Titulaire                 | Parti |
| --- | --------- | --------------------------------- | ------------------------- | ----- |
| Premier ministre |           | Mark Eyskens en 1986              | Mark Eyskens              | CVP   |
| Vice-Premier ministre Ministre du Budget                                                                                      |           | Guy Mathot                        | Guy Mathot                | PS    |
| Vice-Premier ministre Ministre des Affaires économiques                                                                       |           | Willy Claes en 2008               | Willy Claes               | SP    |
| Vice-Premier ministre Ministre des Classes moyennes, du Plan et adjoint à la Communauté française                             |           | José Desmarets                    | José Desmarets            | PSC   |
| Ministre des Travaux publics et des Réformes institutionnelles                                                                |           | Jos Chabert en 1975               | Jos Chabert               | CVP   |
| Ministre des Affaires étrangères                                                                                              |           | Charles-Ferdinand Nothomb en 2011 | Charles-Ferdinand Nothomb | PSC   |
| Ministre de l'Éducation nationale                                                                                             |           | Willy Calewaert                   | Willy Calewaert           | SP    |
| Ministre de l'Agriculture |           | Albert Lavens en 1974             | Albert Lavens             | CVP   |
| Ministre du Bien-être, de la Famille et de la Santé                                                                           |           | Luc Dhoore                        | Luc Dhoore                | CVP   |
| Ministre de la Communauté ﬂamande et adjoint a l'Éducation nationale                                                          |           | Gaston Geens                      | Gaston Geens              | CVP   |
| Ministre de la Région Wallonne                                                                                                |           | Jean-Maurice Dehousse             | Jean-Maurice Dehousse     | PS    |
| Ministre du Commerce extérieur                                                                                                |           | Robert Urbain                     | Robert Urbain             | PS    |
| Ministre des Finances |           | Robert Vandeputte                 | Robert Vandeputte         | CVP   |
| Ministre de l'Emploi et du Travail                                                                                            |           | Roger De Wulf                     | Roger De Wulf             | SP    |
| Ministre de la Communauté ﬂamande                                                                                             |           | Marc Galle                        | Marc Galle                | SP    |
| Ministre de la Communauté française                                                                                           |           | Michel Hansenne                   | Michel Hansenne           | PSC   |
| Ministre de la Justice et des Réformes institutionnelles                                                                      |           | Philippe Moureaux en 2016         | Philippe Moureaux         | PS    |
| Ministre de la Coopération au Développement                                                                                   |           | Daniël Coens                      | Daniël Coens              | CVP   |
| Ministre de la Fonction publique et de la Politique scientiﬁque, chargé de la Coordination de la politique de l'Environnement |           | Philippe Maystadt en 1993         | Philippe Maystadt         | PSC   |
| Ministre de la Région bruxelloise                                                                                             |           | André Degroeve                    | André Degroeve            | PS    |
| Ministre des Affaires sociales et des Pensions                                                                                |           | Pierre Mainil                     | Pierre Mainil             | PSC   |
| Ministre des Postes, Télégraphes et Téléphones                                                                                |           | Freddy Willockx en 2007           | Freddy Willockx           | SP    |
| Ministre de la Défense nationale                                                                                              |           | Frank Swaelen                     | Frank Swaelen             | CVP   |
| Ministre de l'Intérieur et de l'Éducation nationale                                                                           |           | Philippe Busquin en 1999          | Philippe Busquin          | PS    |
| Ministre des Communications                                                                                                   |           | Valmy Féaux en 2014               | Valmy Féaux               | PS    |
| Secrétaire d'État à la Communauté ﬂamande, adjoint au ministre Gaston Geens                                                   |           | Rika De Backer-Van Ocken en 1981  | Rika De Backer-Van Ocken  | CVP   |
| Secrétaire d'État à la Région bruxelloise, adjoint au ministre de la Région bruxelloise                                       |           | Cécile Goor-Eyben                 | Cécile Goor-Eyben         | PSC   |
| Secrétaire d'État à la Communauté ﬂamande, adjoint au ministre Gaston Geens                                                   |           | Paul Akkermans                    | Paul Akkermans            | CVP   |
| Secrétaire d'État à la Communauté ﬂamande, adjoint au ministre Gaston Geens                                                   |           | Rika Steyaert                     | Rika Steyaert             | CVP   |
| Secrétaire d'État à la Région bruxelloise, adjoint au ministre de la Région bruxelloise                                       |           | Lydia de Pauw en 2020             | Lydia de Pauw             | SP    |
| Secrétaire d'État à la Région wallonne, adjoint au ministre de la Région Wallonne                                             |           | Melchior Wathelet                 | Melchior Wathelet         | PSC   |
| Secrétaire d'État à la Région Wallonne, adjoint au ministre de la Région wallonne                                             |           | Guy Coëme                         | Guy Coëme                 | PS    |